# 1906 في البرازيل
فيما يلي قوائم الأحداث التي وقعت خلال عام 1906 في البرازيل.

## سياسة

### انتهاء فترة المنصب
- 15 نوفمبر – رودريغز ألفيز رئيس البرازيل.

## ظهور
- 1 يناير – أبو الهول

## مواليد

### مارس
- 1 مارس – فيرناندو غويديسيلي لاعب كرة قدم برازيلي.

### سبتمبر
- 14 سبتمبر – فلافيو كوستا

### أكتوبر
- 30 أكتوبر – بينيديكتو دي مورايس مينيزيس لاعب كرة قدم برازيلي.